# Tomasz Stańko & Adam Makowicz Unit
Tomasz Stańko & Adam Makowicz Unit featuring Czesław Bartkowski – album nagrany przez polskich muzyków: trębacza Tomasza Stańkę i pianistę Adama Makowicza z towarzyszeniem perkusisty Czesława Bartkowskiego.
Album nagrany został w 1975 w Niemczech. Winylowa płyta wydana została przez JG Records, niemiecką wytwórnię Karlheinza Klütera, który był też producentem płyty.

## Muzycy
- Tomasz Stańko – trąbka
- Adam Makowicz – fortepian elektryczny
- Czesław Bartkowski – perkusja, instrumenty perkusyjne

## Lista utworów
Strona A
| 1. | „Countdown” (John Coltrane)           | 3:20  |
|    |                                       |       |
| 2. | „Unit” (Bartkowski, Stańko, Makowicz) | 11:10 |
|    |                                       |       |
| 3. | „Matce” (Stańko)                      | 6:05  |
|    |                                       |       |
|    |                                       | 20:35 |
|    |                                       |       |
Strona B
| 1. | „Solar” (Miles Davis)                | 7:05  |
|    |                                      |       |
| 2. | „Ballad for Randi Hultin” (Makowicz) | 2:05  |
|    |                                      |       |
| 3. | „Pony Lungz” (Stańko)                | 5:40  |
|    |                                      |       |
| 4. | „Zaduma” (Makowicz)                  | 4:20  |
|    |                                      |       |
|    |                                      | 19:10 |
|    |                                      |       |